# Tsaydaychuz Peak
Tsaydaychuz Peak är en bergstopp i Kanada.   Den ligger i provinsen British Columbia, i den sydvästra delen av landet, 3 700 km väster om huvudstaden Ottawa. Toppen på Tsaydaychuz Peak är 2 754 meter över havet.
Terrängen runt Tsaydaychuz Peak är varierad. Tsaydaychuz Peak är den högsta punkten i trakten. Trakten runt Tsaydaychuz Peak är nära nog obefolkad, med mindre än två invånare per kvadratkilometer.. Det finns inga samhällen i närheten. 
Trakten runt Tsaydaychuz Peak består i huvudsak av gräsmarker.